# Tingxi, Anhui
Tingxi är en socken i östra Kina. Den ligger i Jing härad i staden Xuancheng i provinsen Anhui, omkring 190 kilometer sydost om provinshuvudstaden Hefei. Antalet invånare är 9 473. Befolkningen består av 4 424 kvinnor och 5 049 män. Barn under 15 år utgör 12,0 %, vuxna 15-64 år 72 %, och äldre över 65 år 14,0 %.